# Scotophaeus nanus
Scotophaeus nanus är en spindelart som beskrevs av Jörg Wunderlich 1995. Scotophaeus nanus ingår i släktet Scotophaeus och familjen plattbuksspindlar.
Artens utbredningsområde är Österrike. Inga underarter finns listade i Catalogue of Life.